# Sonia Mertens
Sonia Mertens est une danseuse et professeur de danse belge du XXe siècle.

## Biographie
Elle apparait dans la troupe du Théâtre royal de la Monnaie dirigée à l'époque par François Ambrosiny pour la saison 1928-1929.
Elle est soliste en 1931-1932. En fin de saison, elle occupe le même rang que G. d'Astra et M. Coeck dans le ballet en un acte de Herman Terlinck Paris et les trois divines – où le rôle de Pâris est encore interprété par une femme : la danseuse Bella Darms. En 1933, l'hebdomadaire Pourquoi Pas ? l'annonce comme étoile, mais en 1936, elle n'est que première danseuse de caractère.

## Professorat
Elle disparait du répertoire des danseuses du théâtre pour sa réouverture (saison 1941-1942). Elle ouvre son école de danse où elle va former, notamment, Jacques Sausin et Christiane Vander Motte.